# Aqualung

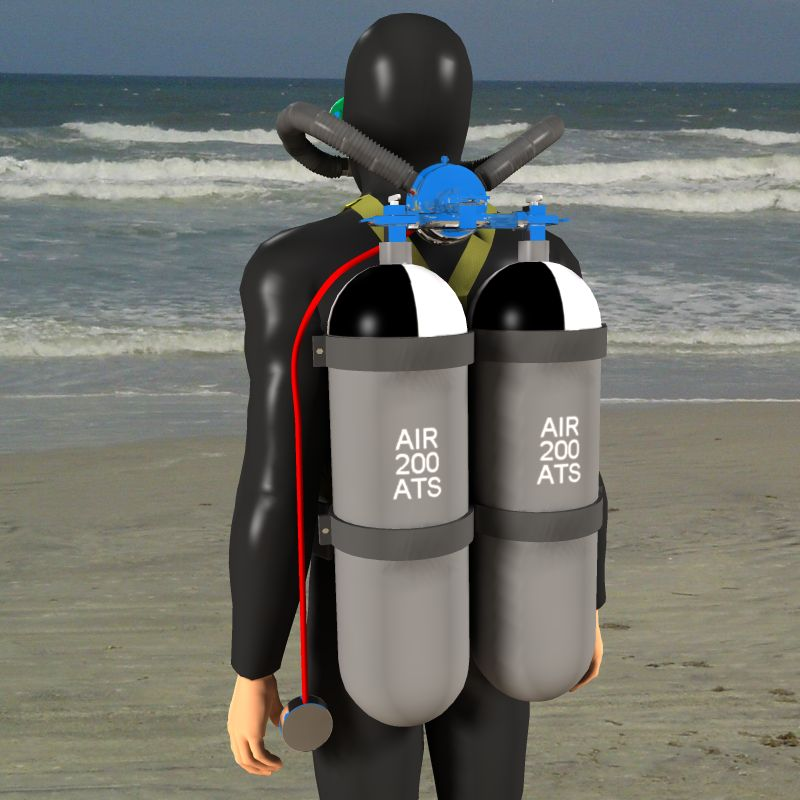
Klasický aqualung podle Cousteaua

Aqualung (též akvalung) je název prvního potápěčského dýchacího přístroje s otevřeným oběhem vzduchu. Vynalezli jej v roce 1942 Emile Gagnan a Jacques-Yves Cousteau. Jeho nejdůležitější částí je speciální redukční ventil, který dodává z tlakové láhve vzduch k dýchání podle potřeby a o stejném tlaku, jaký má okolní voda. Objev aqualungu umožnil rozvoj přístrojového potápění ve druhé polovině 20. století.
Aqualung a Aqua Lung jsou dnes chráněné značky potápěčského vybavení.